# وینگمن
وینگمن (انگلیسی: Wingman) نقشی است که اشخاص وقتی دوستشان برای نزدیکی به کسانی که به آنها به عنوان شرکای جنسی یا احساسی احتمالی علاقه دارد نیاز به کمک دارد، ایفا می‌کنند. وینگمن کسی است که «خودی» است و به کسی برای برقراری ارتباط عاشقانه کمک می‌کند. به‌طور کلی وینگمن یک شخص به او در اجتناب از توجه به شرکای احتمالی نامطلوب و جذب کردن شرکای مطلوب یا هر دوی این کارها کمک می‌کند.

## در داستان‌ها و فرهنگ عامه
لفظ وینگمن را فیلم درام اکشن سال ۱۹۸۶ تاپ گان, که در آن نشان داده می‌شود خلبانان نیروی دریایی ایالات متحده آمریکا همانند تاکتیک‌های پروازیشان جفت جفت در یک بار در پی زنانند باب کرد.
دیگر شخصیت‌هایی که در ادبیات به عنوان وینگمن تصویر شده‌اند، عبارتند از:
- هوراشیو، بهترین دوست هملت در نمایشنامه ویلیام شکسپیر.
- سوینین دو سیرانو دو برژراک، شخصیت اصلی خردمند ولی زشت نمایش‌نامه سیرانو دو برژراک ادمون روستان که به دوست مسیحی خوش تیپ ولی کودنش کریستین کمک می‌کند روکسن زنی که سیرانو خود عاشق دلخسته اوست را اغوا کند.
- دکتر واتسن، دوست و همکار مورد اعتماد شرلوک هولمز.
- سم‌وایز گمجی، مصاحب وفادار فرودو بگینز در ارباب حلقه‌های جی. آر. آر. تالکین
- باد بکستر (جک لمون) در فیلم ۱۹۶۰ آپارتمان بیلی وایلدر که آپارتمانش در نیویورک را به عنوان محلی برای روابط خارج از ازدواج به چهار تن از روسایش واگذار می‌کند.
- برادر بارنی در فیلم آشنایی با مادر